# Liste des parcs éoliens au Maroc
Cette page présente une liste des parcs éoliens au Maroc.

## Liste
| Nom                              | Année | Nombre total d'installations | Puissance (MW) | Ville     | Illus. |
| -------------------------------- | ----- | ---------------------------- | -------------- | --------- | ------ |
| Parc éolien de Tarfaya           | 2014  | 131                          | 301            | Tarfaya   |        |
| Parc éolien de Midelt            | 2020  | 50                           | 210            | Midelt    |        |
| Parc éolien de Khalladi          | 2017  | 40                           | 120            | Mellousa  |        |
| Parc éolien de Akhfennir 1       | 2013  | 61                           | 101,87         | Akhfennir |        |
| Parc éolien de Akhfennir 2       | 2016  | 28                           | 95,2           | Akhfennir |        |
| Parc éolien d'Essaouira          | 2006  | 71                           | 60             | Essaouira |        |
| Parc éolien de Foum El Oued      | 2013  | 22                           | 50             | Lâayoune  |        |
| Parc éolien de Haouma            | 2013  | 22                           | 50             | Fnideq    |        |
| Parc éolien d'Al Koudia Al baida | 2000  | 84                           | 50             | Fnideq    |        |
| Parc éolien de LAFARGE           | 2010  |                              | 32             | Tétouan   |        |
| Parc éolien de Ciments du Maroc  | 2011  | 6                            | 5              | Laâyoune  |        |
| Parc éolien de Taza              | 2022  | 27                           | 87             | Taza      |        |
| Parc éolien de Oualidia          | 2021  |                              | 18             | Oualidia  |        |
| Parc éolien de Tanger I          | 2011  | 165                          | 140            | Tanger    |        |
| Parc éolien de Aftissat I        | 2019  | 67                           | 201,6          | Boujdour  |        |
| Parc éolien de Aftissat II       | 2023  |                              | 200            | Boujdour  |        |
| Parc éolien de Boujdour          | 2023  |                              | 300            | Boujdour  |        |